# Rhabdomastix parva
Rhabdomastix parva är en tvåvingeart som först beskrevs av Siebke 1863.  Rhabdomastix parva ingår i släktet Rhabdomastix och familjen småharkrankar. Arten är reproducerande i Sverige. Inga underarter finns listade i Catalogue of Life.